# 이경태 (성우)
이경태(李卿兌, 1986년 4월 24일~)은 대한민국의 성우로, 2010년 대원방송 성우극회 공채 2기로 입사했다.

## 대원방송
- SD건담 삼국전 - 손권 / 전풍 / 답돈
- 달의 요정 세일러문 (대원방송) - 대니 (우미노 구리오) / 샤피르
- 드래곤볼 카이 - 트랭크스 / 카린 / 굴드
- GO! GO! 동물탐험대
- 소년탐정 김전일 Original - 키츠카와 시게루 / 체널러 사쿠라바 / 타츠미 하야토 / 마키메 진 / 진마 타케시
- 신의 탑 - 쿤 하츨링
- 신령사냥 - 미치오
- 알쏭달쏭 수수께끼? (애니박스)
- 우리들이 있었다 - 료 / 운전사
- 원피스 Original - 쟝고 / 카루 / Mr.3 / Mr.9
- 원피스 New 홀케이크 아일랜드 편 - 시저 클라운
- 유희왕 5D's (챔프) - 홍련의 악마의 종 / 브레이브
- 유희왕 Zexal (챔프) - 쓰리
- 킹라이온 볼트론 포스
- 퍼즐앤 드래곤 크로스 (대원방송) - 에이스
- 페어리 테일 - 알작 / 홀로로기움 / 휴즈 / 러스티 로즈
- 프레시 프리큐어! (대원방송) - 정현 (이치죠 카즈키)
- 하트캐치 프리큐어! (대원방송) - 코프레
- 해파리 공주 - 쿠라노스케
- 엉뚱발랄 재키캣 (애니원) - 보울러
- 벨제바브 (챔프) - 미키
- 바쿠만 (애니박스) - 니즈마 에이지
- 츠리타마 (애니박스) - 하루 / 타피오카
- 기동전사 건담 AGE (챔프) - 아세무 아스노
- 닌자보이 랜디 (디즈니채널) - 랜디
- 클라렌스는 엉뚱해 (카툰네트워크) - 스모
- 봉쥬르 사랑맛 파티스리 (투니버스) - 질베르
- 버니큘라 (부메랑 (TV 채널)) - 버니큘라
- 나의 히어로 아카데미아 (애니박스) - 시가라키 토무라
- 듀얼비스트카(듀비카) (애니박스) - 안영재 / 호백의 타이거
- 원펀맨 BD (미라지엔터테인먼트) - 좀비맨 / 밉상시민
- 4월은 너의 거짓말 BD (미라지엔터테인먼트) - 아리마 코세이
- 블랙클로버 (애니박스) - 아스타
- 미라클 체인지 퍼펙트 반장 - 성훈
- 뱀파이어 프린세스 - 히코사카
- 블루 드래곤 : 천계의 7룡 - 프리오스
- 맥스스틸 (애니맥스) - 베르토
- 콜라주 스페셜: 헬로카봇 또봇 쥬라기캅스 메탈카드봇 - 이루마
- 이루마와 메탈카드봇 S - 이루마

## KBS
- 빠뿌야 놀자 (KBS) - 올리버, 헌터
- 캐치! 티니핑 - 찌릿핑
- 꾸러기 케라톱스 코리요 (KBS) - 카스모
- 마카앤로니, 마카앤로니 2 - 퍼그의 주인

## KBS Kids
- 마계학교! 이루마군 - 이루마/어린 이루마/이루미
- 마계학교! 이루마군 2 - 이루마/악주기 이루마
- 마계학교! 이루마군 3 - 이루마
- 퓨로보이즈 - 니시미야 료

## 타사
- 매일엄마 (SBS)
- 레고 시티 어드벤처 - 클레몬스
- 101 달마시안 스트리트 (디즈니 채널) - 딜런 달마시안
- 헬로 카봇 뱅 (SBS) - 호스퍼스
- 포켓몬스터 XY (투니버스) - 용화
- 포켓몬스터 썬&문 (투니버스) - 멀레인
- 포켓몬스터 W (투니버스) - 호브

### 애니메이션 영화
- 드래곤볼Z 5th <상상을 초월한 최강 VS 최강> - 카린 / 사우저
- 드래곤볼Z 7th <극한 배틀!! 3대 슈퍼 사이어인!> - 트랭크스
- 드래곤볼Z 9th <은하 아슬아슬!! 무지막지 굉장한 녀석!!> - 트랭크스
- Yes! 프리큐어5 극장판 - 쉐도우
- 극장판 도라에몽: 진구와 날개의 용사들
- 극장판 도라에몽: 진구의 보물섬 - 플록
- 극장판 콩순이: 장난감나라 대모험 - 해피 / 꿱이 / 멜로디
- 슬램덩크 극장판 (애니박스) - 이달재
- 짱구는 못말려 극장판: 초시공! 태풍을 부르는 나의 신부 - 어른 훈, 신부 5
- 짱구는 못말려 극장판: 태풍을 부르는 황금 스파이 대작전 - 고구미
- 짱구는 못말려 극장판: 정면승부! 로봇아빠의 역습 - 나허세
- 페어리테일 : 봉황의 무녀 - 크림왕자
- 슈퍼배드2 - 안토니오
- 에코 플래닛 3D: 지구 구출 특급 대작전 - 샘
- 백투더 씨 - 케빈
- 우주로봇 씨어 - 모모
- 아바타 정글의 비밀 - 블루
- 개구리왕국 - 프레디
- 스즈메의 문단속 - 세리자와 토모야
- 박스트롤
- 고 녀석 맛나겠다2 : 함께라서 행복해 - 훌쩍훌쩍
- 이모티: 더 무비 - 알렉스
- 천하무적 키코리키 - 핀
- 키코리키: 시간여행 - 크래쉬
- 빌리와 용감한 녀석들: 치킨 히어로 - 믹키
- 플래그 더 문 - 마이크
- 꼬마기사 트랭크 - 트랭크
- 하이큐!! 끝과 시작 - 코즈메 켄마
- 킹 오브 프리즘 - 키사라기 루이 / 사이온지 레오
- 원피스 스탬피드 - Mr.3
- 극장판 귀멸의 칼날: 무한열차편 - 카마도 탄지로
- 슈퍼 마리오 브라더스 - 키노피오

## 외화
- 이브(EBS) - 에이브

### 영화,드라마
- 파워레인저 미라클포스 : 돌아온 파워레인저 미라클포스 - 미르 (미라클 레드) (치바 유다이)
- 파워레인저 캡틴포스 VS 미라클포스 199 히어로 대결전 - 미르 (미라클 레드) (치바 유다이)
- 극장판 가면라이더 VS 파워레인저 슈퍼히어로 대전 - 미르 (미라클 레드) (치바 유다이) / 모바일 레츠
- 극장판 파워레인저: 닌자포스 VS 트레인포스 닌자 인 원더랜드 - 고요한 (옐로우 닌자)
- 가면라이더 디케이드 - 류우키 / 신지 (미즈타니 모모스케) / 타쿠미 / 사카타 / 치아키
- 가면라이더 더블 - 장현수 / 이준호 / 양성진
- 가면라이더 오즈 (챔프) - 카자리 (하시모토 타이토)
- 가면라이더 제로원 - 전영원
- 파워레인저 미라클포스 - 미르 (미라클 레드) (치바 유다이)
- 파워레인저 캡틴포스
- 파워레인저 다이노포스 - 원한의 책사 엔돌프
- 파워레인저 닌자포스 - 고요한 (옐로우 닌자)
- 미라클 멜로디 (투니버스) - 쥐돌이 박사

### 내레이션
- SBS 스페셜(학교의 눈물)(SBS)

### 게임
- 스타 프로젝트 온라인 - 은 미유(남)
- 덴더라이언 - 지은
- 도타2 - 길쌈꾼
- 클로저스 - 이세하
- 학교 2014 반갑다 친구야 for kakao - 남학생 外
- 키스스캔들 - 류시현
- 재배소년 - 에르니아 / 실란트로 / 펄 / 아티초크
- 엑소스 사가 - 레이켈
- 메이플 스토리 - 에반
- 사우전드 메모리즈 - 카이토
- 몬스터 스트라이크
- 엽기적인 그녀와 만만찮은 그놈들 - 반하라
- 수신학원 아르피엘 - 바인
- 하이퍼 유니버스 - 한
- 테일즈런너 - 알 (코드명.R)
- 데스티니 차일드 - 버들도령
- War of Crown - 에쉬리트
- 세븐나이츠 - 밤
- 에픽세븐 - 라스 / 엘슨 / 아들라이
- 꿈왕국과 잠자는 100명의 왕자님 - 연호
- 원신 - 여행자 (공)
- 쿠키런: 킹덤 - 크림유니콘 쿠키
- 파이널판타지14 - 휘틀로다이우스
- 원신 - 남행자(남주인공)

### 노래
- Masterpiece - 유희왕 zexal 1기 엔딩 곡
- 너와함께 - 유희왕 zexal 2기 엔딩 곡
- Starlight - 스타 프로젝트 온라인 4人4色
- You and I - 스타 프로젝트 온라인 4人4色
- 킹라이온 볼트론 포스 오프닝

### 드라마CD
- 덴더라이언 '선물' (체리츠) - 지은
- 콤플렉스 시스터 (노블엔진)
- 플라워 스토리 제 3화 진백 : 불변 (디바) - 백진광
- 홀리도어 ~뱀파이어의 만찬~ (보이스북) - 레이
- 1617 The Origin of Holydoor (보이스북) - 레이
- Death Match : Holydoor, The Final (보이스북) - 레이
- 이덴홀 (Voce)
- 하얀 성의 부엉이 (Voce)
- 포춘하모니 (테일즈샵×노블엔진) - 하필연
- 고백을 못하고 (미스터블루x오디오코믹스) - 김진우
- 스케이프고트 (틱택토) - 알버트 알로이스 윌프레드
- 헬프미 보이즈 (매거진 보이스) - 경태 / 학생1 / 양호선생님 / 행인1
- Do you know Mosaic? (솔리) - 이한얼
- 인형이야기 (팀펭귄) - 하난 헤일즈
- Winter in Bloom (Bloom) - 최도진
- 섬광천사 리토나 리리셰 - 천화신
- 도와줘요! 에스퍼즈 - 탄
- 김서방과 수상한 부인 (夜海) - 어린 김서방 외